# Axel Sartingen

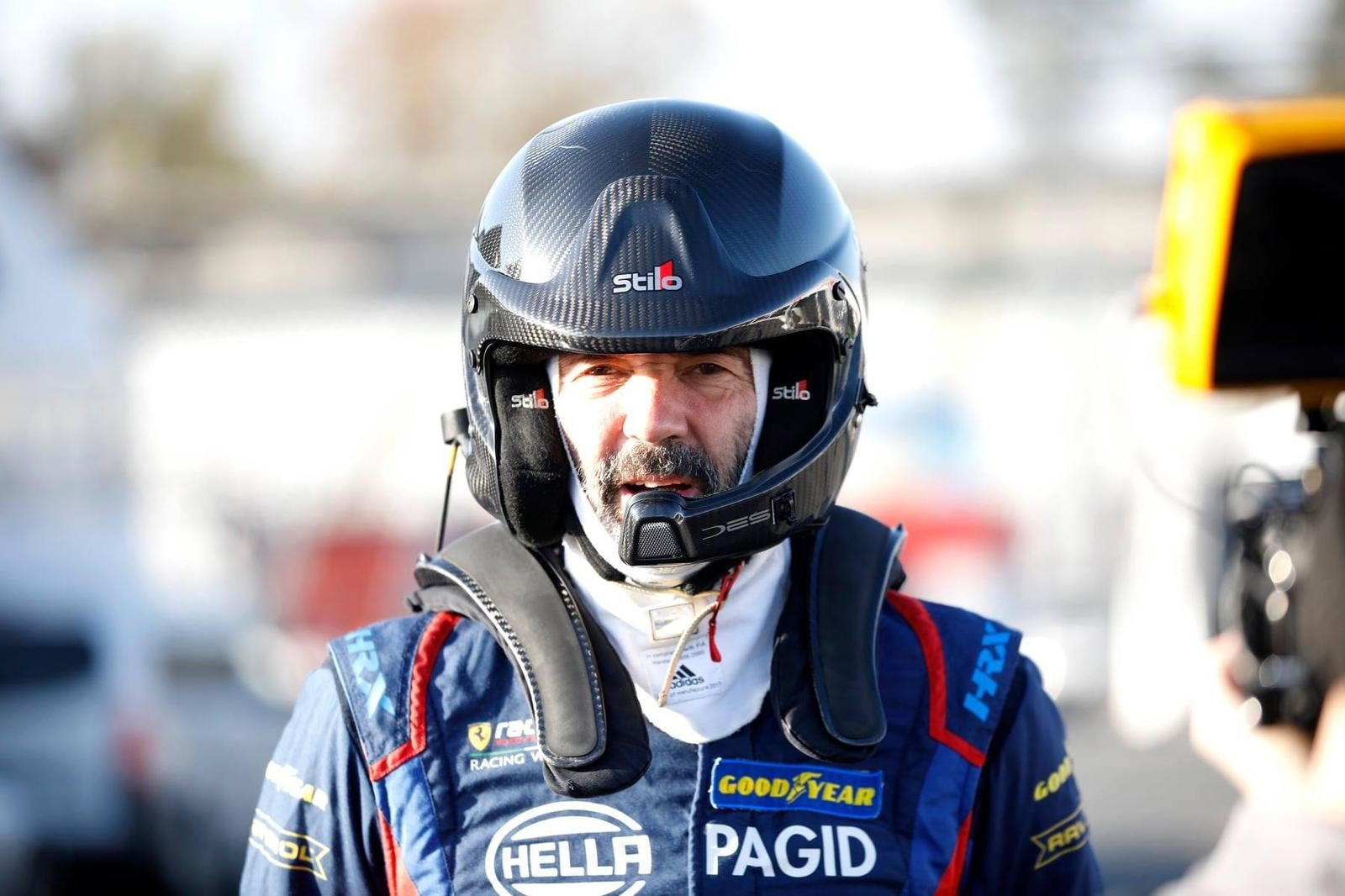
Axel Sartingen 2020

Axel Sartingen (* 12. Dezember 1964 in Dinslaken) ist ein deutscher Investor, Unternehmer und Manager. Er galt insbesondere im ersten Jahrzehnt des 21. Jahrhunderts als einer der Aktionäre in Deutschland, die ihre Rechte und Interessen häufig auf dem Klageweg durchsetzten. In der Freizeit fährt er international besetzte Autorennen.

## Familie
Axel Sartingen wurde als Kind der Eheleute und Lehrer Jürgen und Gunhild Sartingen geboren. Seine Mutter ist viele Jahre für die SPD aktiv gewesen, sie führte die SPD-Fraktion im Regionalrat des Regierungsbezirks Düsseldorf. Er lebt heute mit seiner Familie in Köln.

## Schule, Ausbildung und Studium
Axel Sartingen erwarb 1984 am Konrad-Duden-Gymnasium Wesel die Allgemeine Hochschulreife. Nach einer Ausbildung zum Bankkaufmann absolvierte er von 1988 bis 1992 ein Studium der Volkswirtschaftslehre. Er schloss es mit dem Titel eines Diplom-Volkswirts ab.

## Berufliche Tätigkeiten

### Leitungsaufgaben
Von 1992 bis 2002 war er für die Spütz AG tätig, ein Düsseldorfer Wertpapierhandelshaus, das 1998 an die Börse ging. Im Februar 1999 zog er in den Vorstand des Unternehmens ein und trug die Verantwortung für das Rentengeschäft. Im Sommer 2001 schied er aus dem Unternehmen aus.
Von 2002 bis 2004 agierte er als geschäftsführender Gesellschafter der M Pool Consulting (Bonn), ehe er 2004 geschäftsführender Gesellschafter der Milaco GmbH wurde. Bis Anfang April 2006 wirkte er überdies als Geschäftsführer der Contwin GmbH, einer Tochterfirma von Reclay. Bei Reclay zählte er zu den Gründungsgesellschaftern. Von 2006 bis 2008 handelte er zudem als Vorstand der Dubai Oasis Capital AG (München). Darüber hinaus war er von Ende 2011 bis Ende 2018 Geschäftsführer der Ameril GmbH (vormals Diligentia Zweihundertelfte Vermögensverwaltungs-GmbH).

### Aufsichtsratsmandate
Axel Sartingen übernahm im Zuge seiner beruflichen Laufbahn mehrfach Aufsichtsratsposten, beispielsweise bei der E-Capital Unternehmensbeteiligungen AG & Co. KGaA, der CareMed Medical Produkte AG, der bytesites AG, der eCapital New Technologies Fonds AG, der lizAG, der Diligentia 142. Vermögensverwaltungs AG, der Value Investors AG, der Neue Sentimental Film AG, der Dübag Düsseldorfer Beteiligungen AG und der Berliner AG für Beteiligungen.
Seit dem 19. Oktober 2012 ist er Vorsitzender des Aufsichtsrates der Gamigo AG.

### Aktionär
Ab 2003 reichte Axel Sartingen als Anteilseigner häufig Anfechtungsklagen gegen Beschlüsse von börsennotierten Aktiengesellschaften ein. Er galt dabei als einer der klagefreudigsten Privatinvestoren. Eine empirische Studie von 2007 ordnete ihm 39 Klagen zu. Kritiker bezeichneten ihn deshalb als Berufskläger beziehungsweise als räuberischen Aktionär. Axel Sartingen betonte hingegen: „Freiwillig gibt mir niemand den wahren Wert meiner Aktien bei einem Squeeze-out“.
Zu den bekanntesten der von den Klagen betroffenen Unternehmen zählten die Allianz SE, die Axa Versicherung AG, die Bayer Aktiengesellschaft, die Degussa AG, die Deutsche Postbank AG, die IKB Deutsche Industriebank AG und die Premiere AG.
Hintergrund waren Übernahmen mit nachfolgenden Squeeze-outs oder Beherrschungsverträgen zulasten der freien Aktionäre. Die Klagen führten in vielen Fällen zu Vergleichsvereinbarungen oder zu Entscheidungen gerichtlicher Spruchstellen. Diese sahen höhere Barabfindungen oder vergleichbare Entschädigungen der Kläger vor. Nach eigenen Angaben hat Axel Sartingen rund 500 Mio. Euro aus der Industrie für andere freie Aktionäre und sich selbst erstritten.
Kürzlich gab erhebliche Beteiligung (mehr als 5 %, Axel Sartingen > 9 %) an dem in Australien notierten Unternehmen Antilles Gold (AAU.ax) bekannt, einem von der Unternehmen, das mehrere Kupfer-/Goldmöglichkeiten in Kuba erkundet.

### UKW-Antennen
Als Media Broadcast Ende 2017 alle UKW-Antennen verkaufte, erwarb Axel Sartingen mit seinem Unternehmen Milaco 208 der rund 700 Anlagen. Anschließend stritten sich die neuen Antennenbesitzer mit den Sendernetzbetreibern – Uplink Network und die Divicon Media Holding GmbH – sowie Rundfunkanbietern über die Miethöhe der Antennennutzung. Axel Sartingen kündigte an, er werde seine Antennen ab dem 1. Juli 2018 abbauen, sollte es bis dahin keine Einigung geben. Im Juni 2018 vermittelte Friedrich Bohl im Auftrag der Bundesnetzagentur einen Kompromiss.

## Sonstiges
Axel Sartingen produzierte den 2018 veröffentlichten Film Yung. In seiner Freizeit fährt er unter anderem Autorennen. 2019 zählte er zum Team Black Falcon, das auf dem Circuit of The Americas nahe Austin, Texas (Vereinigte Staaten) an einem 24-Stunden-Rennen teilnahm und dabei den zweiten Platz in der Klasse SPX erreichte. Zu den größten Erfolgen zählten 2020 der Sieg beim 24-Stunden-Rennen auf dem Autódromo Internacional do Algarve in Portimão (Portugal) in der GT4-Klasse, Platz zwei in Portimão bei der Ferrari Challenge in der Pro-Kategorie und Platz 3 auf dem Autodromo Enzo e Dino Ferrari in Imola (Italien) bei der Ferrari Challenge, ebenfalls in der Pro-Kategorie. Beim Finale Mondiale Coppa Shell auf dem Misano World Circuit Marco Simoncelli in Misano Adriatico errang Axel Sartingen am 7. März 2021 den dritten Platz. Die Saison 2022 der Ferrari Challenge Europe - Coppa Shell schloss er mit dem Titel des Vize-Europameisters und die Mondiali Coppa Shell mit dem Titel des Vize-Weltmeisters ab.